# 흑무사
"흑무사"는 한국에서 제작된 정창화 감독의 1974년 영화이다. 김기주 등이 주연으로 출연하였고 박종찬 등이 제작에 참여하였다.

## 출연

### 주연
- 김기주